# Train (Sevn Alias)
Train is een lied van het Nederlandse rapper Sevn Alias. Het werd in 2022 als single uitgebracht en stond in hetzelfde jaar als elfde track op het album The last flowbender.

## Achtergrond
Train is geschreven door Anneudy Gonzalez, Gideon Kwabena Frempong en Sevaio Mook en geproduceerd door AG BLAXX en Gideonite. Het is een nummer dat past in de genres nederhop en trap. In het lied rapt Sevn Alias over het niet laten lopen van kansen op de route naar succes. Het was de eerste single die Sevn Alias uitbracht in aanloop naar het uitbrengen van het album The last flowbender. 

## Hitnoteringen
De rapper had bescheiden succes met het lied in Nederland. Het stond op de 76e plaats van de Single Top 100 in de enige week dat het in deze hitlijst te vinden was. De Top 40 en haar Tipparade werden niet bereikt.